# Боливар (Њујорк)
Боливар (енгл. Bolivar) град је у америчкој савезној држави Њујорк.

## Демографија
По попису из 2010. године број становника је 1.047, што је 126 (-10,7%) становника мање него 2000. године.
| Група             | 2000.         | 2010.         |
| Белци             | 1.154 (98,4%) | 1.012 (96,7%) |
| Афроамериканци    | 8 (0,7%)      | 11 (1,1%)     |
| Азијати           | 2 (0,2%)      | 3 (0,3%)      |
| Хиспаноамериканци | 2 (0,2%)      | 11 (1,1%)     |
| Укупно            | 1.173         | 1.047         |